# Askersunds stadsförsamling
Askersunds stadsförsamling var en församling i Strängnäs stift i nuvarande Askersunds kommun. Församlingen uppgick 1965 i Askersunds församling.

## Administrativ historik
Församlingen bildades 1643 för Askersunds stad genom en utbrytning ur Askersunds församling som samtidigt ändrade namn till  Askersunds landsförsamling. De återförenades 1965 och återbildade då Askersunds församling.
Stads- och landsförsamlingarna utgjorde egna pastorat till 1962 för att därefter till 1965 bilda ett gemensamt pastorat.

## Kyrkoherdar
| Ämbetstid | Namn                           | Levnadstid | Övrigt                                          |
| --------- | ------------------------------ | ---------- | ----------------------------------------------- |
| 1643–1670 | Nicolaus Rundelius             | 1606–1670  |                                                 |
| 1671      | Jonas Olai Bröms               | –1671      |                                                 |
| 1671–1672 | Laurentius Blyberg             |            | Senare kyrkoherde i Torshälla församling.       |
| 1672–1679 | Ericus Blyberg                 | 1640–1679  |                                                 |
| 1682–1688 | Petrus Olai Hargaeus           | –1688      |                                                 |
| 1689–1700 | Zacharias Bromander            | –1700      |                                                 |
| 1702–1727 | Andreas Mattiae Bergius        | 1664–1727  |                                                 |
| 1729–1733 | Zacharias Zachariae Brockenius | 1675–1733  |                                                 |
| 1735–1751 | Andreas Andreae Bergius        | 1691–1751  |                                                 |
| 1753–1768 | Sven Hörstadius                |            | Senare kyrkoherde i Sköllersta församling.      |
| 1768–1781 | Lars Samzelius                 |            | Senare kyrkoherde i Askersunds landsförsamling. |
| 1781–1795 | Per Bellander                  |            | Senare kyrkoherde i Kvistbro församling.        |
| 1795–1823 | Olof Blom                      | 1739–1823  |                                                 |
| 1825–1836 | Johan Peter Hagberg            |            | Senare kyrkoherde i Trosa landsförsamling.      |
| 1836–1861 | Johan Teodor Haggren           |            | Senare kyrkoherde i Svennevads församling.      |
| 1861–1866 | Per Fredrik Emanuel Ekstrand   |            | Senare kyrkoherde i Kräcklinge församling.      |
| 1866–1876 | Emanuel Knut Klingberg         |            | Senare kyrkoherde i Björkviks församling.       |
| 1877–1899 | Karl Otto Fredrik Ljungqvist   | 1838–1899  |                                                 |

## Organister och klockare
Lista över organister.
| Verksam   | Namn            | Levnadstid | Övrigt                                                 |
| --------- | --------------- | ---------- | ------------------------------------------------------ |
| 1732      | Carl Wall       |            | Organist                                               |
| 1733-1737 | Jan Lenning     |            | Organist                                               |
| 1738-1741 | Erik Molin      | 1705-      | Organist                                               |
| 1742-1746 | Nils Edberg     |            | Organist.                                              |
| 1747-1763 | Erik Högberg    | 1711-1764  | Organist och klockare.                                 |
| 1764      | Daniel Högberg  | 1743-      | Organist och klockare.                                 |
| 1766      | Lars Strömblad  | 1743-1807  | Organist och klockare. Arbetade även som orgelbyggare. |
| 1767      | Jacob Blom      |            | Organist                                               |
| 1768-1773 | Peter Wistelius |            | Organist.                                              |

Lista över Klockare.
| Verksam   | Namn                  | Levnadstid | Övrigt   |
| --------- | --------------------- | ---------- | -------- |
| 1693      | Jöns Månsson          |            | Klockare |
| 1701-1709 | Sven Jonsson          |            | Klockare |
| 1715      | Pär Larsson           |            | Klockare |
| 1720-1729 | Erik Pärsson          |            | Klockare |
| 1730-1746 | Sven Jansson Kiällman | 1705-      | Klockare |